# 蝴蝶叶酢浆草
蝴蝶叶酢浆草是酢浆草科酢浆草属的一种多年生草本植物，原产智利、阿根廷以及巴西南部。蝴蝶叶酢浆草通常开黄花，但亦有乳白色品种。